# Hagel (ammunition)

Animation som visar funktionen hos en granatkartesch, en granat utformad med hagelladdning. Granatkarteschens hagelladdning särskiljs här från enkel hagelammunition i att ha en initialladdning genom hylsan.

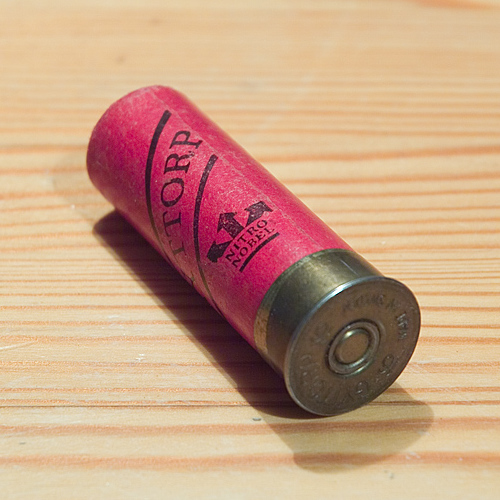
Hagelpatron i kaliber 16

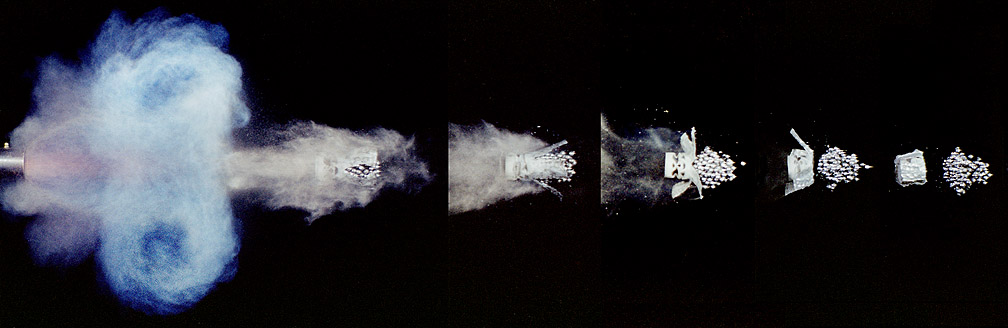
Bildsekvens av hagelskott försedd med en modern förladdning av kopptyp i plast.

Hagel (efter nederbörden hagel) avser inom ammunition (så kallad hagelammunition) en typ av laddning bestående av kulformade underkalibriga projektiler framför en drivanordning. Det förekommer traditionellt som huvudladdning (verkansdel), såsom i hagelpatroner, kartescher och granatkartescher, etc, där de laddas i ett rakt lopp framför en flat drivspegel (även kallad förladdning inom hagelvapen), följt av en svag drivladdning; där funktionen blir att haglet skjuts iväg i en konformation (så kallad kulkärve eller hagelkärve) framför loppets mynning, vilket ger större träffyta gentemot en enda stor projektil och ökar chansen att målet träffas, samt verkan beroende på hur många hagelprojektiler som träffar. Nackdelen är dock att haglet har kort räckvidd och svag energi på grund av den nödvändigt svaga drivladdningen.
En alternativt användning av hagel är som förfragmentering (förladdat splitter) i till exempel granater, landminor och försvarsladdningar, etc. Som förfragmentering laddas haglet utanpå eller bakas in i ammunitionens sprängladdning, vilket ger större splittertäckning och räckvidd vid funktion, vilket i sin tur ökar chansen att målet träffas, samt verkan beroende på hur många hagelprojektiler som träffar.
Hagel tillverkas i olika material och kaliber (kuldiameter) beroende på användningsområde/avsedd verkan. De tillverkas främst i bly eller stål för allmänt bruk, såsom viltjakt, medan militärt hagel förekommer i tyngre metaller som volfram eller med volframlegering, etc, för att besegra pansar- och kroppsskydd. Inom polisiärt yrke och liknande förekommer även hagel tillverkat av gummi eller plast (se gummikulor), med avsikt att inte döda eller som mindre dödlig ammunition.
Vapen konstruerade för att huvudsakligen skjuta kulkärvar, i modern tid genom hagelpatroner, kallas hagelgevär eller hagelvapen, vilka har slätborrade eldrör och saknar möjligheten att skjuta konventionella patroner. Hagelgevär har vanligen avsmalnande eldrör i olika grad för att koncentrera hagelskurens konformation vid eldgivning.

## Hagelammunition
Hagelammunition är ett mycket brett begrepp som kan avse olika ting. Det kan exempelvis hänvisa till all ammunition laddad med hagel, men det kan även avse ammunition särskilt avsett för hagelvapen, såsom hagelgevär etc. Nedan listas de två exemplen i alfabetisk ordning:
Hagelladdad ammunition
- Druvhagel – patronlöst hagel för mynningsladdade svartkrutvapen som laddas i lager med särskiljande drivspeglar.
- Granatkartesch – granat utformad som en kartesch (se nedan) för tillåta utskjutning av kulkärve under en projektilbana.
- Hagelpatron – enhetspatron för hagelvapen där hagel, drivspegel, drivladdning och tändhatt lagras under hylsmynningen. Förekommer med gummihagel.
- Kartesch – hagelpatron skjuten med bakomliggande drivladdning, såsom kardus i laddningsställ/laddningshylsa eller med integrerad patronhylsa som enhetspatron.
- Kulspränggranat – spränggranat fodrat med ett lager hagel (förfragmentering) utanpå sprängladdningen.
- Truppminor – truppminor och liknande, har ofta ett lager hagel som förfragmentering (förladdat splitter) utanpå eller inbakat i sprängladdningen.
- Försvarsladdning – syftmina mot trupp och liknande, har ofta ett lager hagel som förfragmentering (förladdat splitter) utanpå eller inbakat i sprängladdningen.

Hagelvapenammunition
- Brennekepatron – hagelpatron laddad med enkel fullkalibrig projektil, främst fullprojektil (så kallat "brennekekula"), eller i vissa militära fall granat (per homologi: "brennekegranat").
- Dragon's breath (ammunition)(en) – hagelpatron laddad med magnesiumhagel för pyroteknisk effekt och mindre brandverkan.
- Flechettepatron – hagelpatron där haglet är utbytt mot pilprojektiler (så kallat flechetter).
- Hagelpatron – (se ovan)
- Fjärrbatong(en) – hagelpatron där haglet är insytt i en påse med "svans" (en tygflärp avsett som roder) likt en "bönpåse", vilken avses som icke/mindre dödlig ammunition.
- Slugg (av engelska: slug, "snigel") – synonym till brennekekulor (se ovan).

## Hagelpatron
Hagelpatroner består traditionellt av sex komponenter.
| | - hylsa – cylindrisk behållare för tändhatt, drivladdning, förladdning, projektiler och topplock. I modern tid oftast uppbyggd av en metallbotten med plastväggar |
| - tändhatt – antändningsanordning för drivladdningen, belägen i botten av hylsan                   | |
| - drivladdning – drivmedel för förladdningen och projektilerna, normalt bestående av krut          | |
| - förladdning – drivspegel för haglet bestående av en rund platta mellan haglet och drivladdningen | |
| - projektiler (hagel) – små metallkulor, vanligen av bly eller stål, alternativt flechetter        | |
| - topplock – tilltäppande lock, vanligen av papp, som håller haglet inne i patronen                | |

## Historia
De hagelprojektiler som tidigare användes i artilleripjäser benämns druvhagel. Hagelprojektiler verkar första gången ha använts vid jakt i Sydeuropa någon gång före 1500. Ännu efter 1550 ansågs jakt med hagelladdning osportsligt och i Tyskland utfärdades förordningar för att förbjuda "det fördärvliga hagelskjutandet". I Sverige fick hagelbössorna sitt första mer bredare genombrott vid mitten av 1600-talet. Hagel göts ända in på 1800-talet mestadels av skyttarna själva. Tysken Böckler beskrev 1682 hur vackra hagelkulor tillverkades genom att man i en järnslev med fina hål lade bly och därovanpå glödgade kol, så att blyet smälte, varvid dropparna föll ned i ett kärl med vatten och linolja och stelnade till ungefärligt runda hagel. Det förekom även att man högg små bitar bly och manglade dem runda i en hagelkvarn. Senare användes gjutformar, så kallade hagelformar, i vilka flera hagel kunde gjutas samtidigt.
Under 1800-talet förekom det att man tillsatte kvicksilver för att göra haglen tyngre. Vanligen tillsattes under 1900-talet antimon till blyhaglen. I USA och Frankrike har även koppar- och nickelöverdragna hagel tillverkats.

## Kaliber
Kalibern för ett hagelvapen utgörs av diameter / längd på patronen. Diametern mäts enligt ett engelskt system, baserat på hur många lika stora runda kulor man kan tillverka av ett skålpund bly. Den grövsta kalibern, 3, innebär således att ett pund bly skulle förslå till 3 likadana runda kulor, och pipan skulle då ha en invändig diameter stor nog att en sådan blykula skall kunna passera. För den klenaste kalibern, 36, skulle samma mängd bly räcka till 36 kulor. Antal kulor gav den engelska termen gauge. Längden mäts i millimeter.
| Antal kulor av ett skålpund bly | Patronernas diameter |
| ------------------------------- | -------------------- |
| 10                              | 0.76" (19.7 mm)      |
| 12                              | 0.73" (18.5 mm)      |
| 16                              | 0.66" (16.8 mm)      |
| 20                              | 0.62" (15.6 mm)      |
| 28                              | 0.55" (14.0 mm)      |

Storleken på de enskilda haglen mäts normalt sett efter det amerikanska systemet för fågelhagel (Birdshots) kallat US nr, där nr 1 innebär en diameter på 4 mm, för varje US nr minskar diametern med 0,25 mm. US 2 blir därför 3,75 mm i diameter och US 5 blir 3 mm i diameter. De vanligaste kalibrarna i Sverige är US nr 1 till US nr 6, vid jakt och US nr 7 till US nr 9 vid sportskytte.
Dessa US nr ska inte förväxlas med det andra amerikanska systemet för bockhagel (buckshot) där siffrorna 1 till 4 betecknar ungefär dubbelt så stora hagel. Dessa hagel är inte tillåtna för jakt i Sverige, men väl så populära i Amerika för jakt på hjortdjur, vildsvin och prärievarg i de stater där ammunitionen tillåts. Ammunitionen anses också vara ett bra val för hemförsvar (engelska: home defence) och används nästan uteslutande som ammunition i polisens hagelvapen.

## Sverige
I Sverige har man infört ett förbud mot blyhagel vid jakt vid våtmarker för att begränsa andelen bly spritt i naturen. Istället använder man vanligen stål som alternativt material på dessa platser. Vid jakt med stålhagel bör man gå upp i hagelstorlek jämfört med blyhagel för att uppnå samma effekt på målet/viltet på grund av stålets lägre densitet.
Den vanligaste kalibern i Sverige idag är 12/70. I Sverige förekommer i princip bara kalibrarna 12, 16 och 20 samt längderna 65, 70, 76 men även 89 mm "magnumpatroner" förekommer. (2½, 2¾, 3 och 3½ tum). 12/89 (mm) är därmed den största kalibern och 20/65 (mm) den minsta. Det förekommer även mindre och större kalibrar, allt från 10 till 36 (36 även kallad .410) men dessa klassificeras inte som hagelvapen i lagstiftningen.